# Дженет Гоппс Едкіссон
Дженет Гоппс Едкіссон (англ. Janet Hopps Adkisson; нар. 4 серпня 1934) — колишня американська тенісистка.
Найвищим досягненням на турнірах Великого шолома був фінал в змішаному парному розряді.

## Фінали турнірів Великого шолома

### Мікст: (1 поразка)
| Результат | Рік  | Турнір             | Покриття | Партнерка | Суперниці                         | Рахунок         |
| --------- | ---- | ------------------ | -------- | --------- | --------------------------------- | --------------- |
| Поразка   | 1959 | U.S. Championships | Трава    | Боб Марк  | Маргарет Осборн Дюпон Ніл Фрейзер | 5–7, 15–13, 2–6 |